# IC 4542B
IC 4542B је спирална галаксија у сазвјежђу Волар која се налази на листи објеката дубоког неба у Индекс каталогу.
Деклинација објекта је + 33° 8' 49" а ректасцензија 15h 22m 6,0s. Привидна величина (магнитуда) објекта IC 4542 износи 15,1 а фотографска магнитуда 15,9. IC 4542B је још познат и под ознакама MCG 6-34-7, PGC 54856.